# Bataille de Lissa (1866)
Pour les articles homonymes, voir Bataille de Lissa.
Guerre austro-prussienne-Troisième guerre d'Indépendance italienne
Batailles
- front austro-prussien

- Hühnerwasser
- Podol
- Trautenau
- Nachod
- Langensalza
- Oswiecim
- Münchengrätz
- Soor
- Skalitz
- Gitschin
- Königinhof
- Schweinschædel
- Sadowa (Königgrätz)
- Dermbach
- Kissingen
- Frohnhofen
- Aschaffenbourg
- Hundheim
- Blumenau
- Tauberbischofsheim
- Werbach
- Helmstadt/Uettingen
- Gerchsheim
- Uettingen/Roßbrunn/Hettstadt

- front austro-italien

- Custoza
- Val Vestino
- Cimego
- Pieve di Ledro
- Monte Nota
- Monte Suello
- Lissa
- Bezzecca
- Primolano
- Borgo
- Cimego
- Levico
- Versa

La bataille navale de Lissa met aux prises, le 20 juillet 1866, les Italiens aux Autrichiens, dans l'Adriatique, au large de l'île autrichienne de Lissa (aujourd'hui Vis en Croatie). Même si cette victoire autrichienne n'a pas eu beaucoup d'effet sur l'issue du conflit dans lequel elle s'inscrit, elle fait date comme étant la première bataille de l'histoire mettant aux prises deux escadres de cuirassés, et a donc une grande influence sur l'évolution de la pensée navale mondiale.
En 1866, l'empire d'Autriche est en guerre contre la Prusse et contre l'Italie à laquelle Otto von Bismarck a promis la Vénétie autrichienne. Mais les Italiens ambitionnaient aussi d'autres annexions (Trente, ouest de l'Istrie et Dalmatie jadis vénitiennes). Sur terre, les Italiens sont battus près de Vérone à Custoza le 24 juin 1866, mais les Prussiens écrasent les Autrichiens en Bohême, à Sadowa le 4 juillet suivant, ce qui contraint les Autrichiens, sans espoir de victoire, à négocier. Pour se présenter en position de force lors des négociations, l'Italie cherche alors à prendre une revanche sur mer, en s'emparant grâce à sa flotte de l'île autrichienne de Lissa, sur les côtes de Dalmatie. L'île de Lissa avait été choisie parce qu'elle était assez éloignée de la côte (peuplée de Croates) et parce qu'à l'époque sa population parlait vénitien et comprenait donc l'italien. Les Italiens s'attendaient donc à être accueillis par les îliens en libérateurs après leur débarquement.

## La guerre sur mer au milieu duXIXesiècle
En 1866, la marine à vapeur et cuirassée en fer est une révolution entamée à peine dix ans plus tôt. La quasi-totalité des navires de guerre en construction portent encore mâts et voiles. L’hélice, voire les roues à aubes, sont encore considérées comme forces d'appoint. Depuis le lancement de la frégate française La Gloire, un certain nombre de navires bénéficient d'une cuirasse en fer doublant tout ou partie de leur coque en bois. Quelques navires commencent à être entièrement construits en fer, l'emploi commençant dans la marine de guerre, avec le vaisseau britannique Warrior.
L'artillerie des navires est alors également en pleine mutation : l'apparition des obus Paixhans, avec une fusée de contact, a donné aux munitions un pouvoir de destruction inconnu jusqu'alors, particulièrement contre les navires en bois, comme l'a prouvé la bataille de Sinope entre les Russes et les Turcs. L'application des blindages en fer puis en acier intervient en réponse à cette nouvelle arme, et se révèle efficace à tel point que, lors du combat de Hampton Roads, aucun des deux adversaires n'est endommagé sérieusement, malgré une canonnade de plusieurs heures. Pour percer les cuirasses il faut de nouveaux canons, plus puissants, donc plus encombrants. Leur nombre par conséquent doit diminuer, et on doit les placer de façon à leur procurer le champ de tir le plus large. De ce besoin découle l'invention de la tourelle, de la barbette, et du réduit central. Autre innovation importante, qui commence à apparaître sur les pièces d'artillerie de l'époque, le chargement par la culasse, ce qui permet de réapprovisionner l'arme de façon plus rapide et en restant à l'abri du blindage. Le chargement par l'arrière permet aussi d'utiliser des tubes rayés, plus précis et de plus grande portée, avec des munitions cylindro-ogivales, plus lourdes et donc plus perforantes, pour le même calibre. Mais en 1866, ce type de pièces n'est pas sûr et on en trouve très peu d'installées. Le tir par bordées est toujours la règle, c'est-à-dire que tous les canons d'un même côté tirent en même temps, généralement sur la même cible. Cela ralentit la cadence de tir possible mais est censé être plus efficace. Les Autrichiens appliquent la « bordée convergente », c'est-à-dire que tous les canons visent le même endroit de l'adversaire.
La bataille de Lissa intervient alors que toutes ces transformations sont en cours, les navires de plus d'une dizaine d'années paraissant déjà obsolètes. Ainsi, du côté autrichien, on trouve le Kaiser, navire de ligne tout à fait classique avec ses deux ponts alignant quatre-vingt-douze canons se chargeant par la gueule, d'un calibre de 40 et de 30 livres, sans autre protection que ses épaisses bordées de chêne et équipé d'une voilure carrée complète sur trois mâts, tandis que l'Italie met en ligne l'Affondatore, avec une artillerie limitée à deux pièces de gros calibre, en tourelle. Outre l'avantage numérique, l'escadre italienne dispose d'une supériorité évidente en artillerie, embarquant un grand nombre de pièces modernes, rayées, à chargement par la culasse, en particulier des 165 mm français. Toute la gamme des gradations dans la modernité peut être trouvée dans les navires engagés à Lissa, on trouve ainsi des cuirassés à réduit central, comme les Maria Pia (en) ou Ferdinand Max, à deux réduits, comme les Palestro (it), à tourelle comme l'Affondatore, à côté de bâtiments classiques à voiles dotés d'une propulsion d'appoint à vapeur, par hélice, ou bien roue à aubes. Mais l'avance technique de la flotte italienne ne l'empêche pas d'être défaite et repoussée.

## Les forces en présence

Situation initiale.

### Les Autrichiens

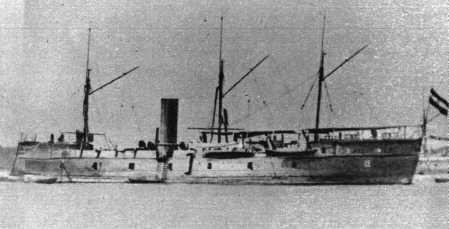
Le Ferdinand Max, navire amiral de Wilhelm von Tegetthoff.

La marine autrichienne n'est pas de premier ordre. Les navires sont assez anciens et les canons modernes commandés chez Krupp AG, qui devaient augmenter leur puissance de feu, n'ont jamais été livrés. Les équipages, aussi hétéroclites que les bâtiments, appartiennent à toutes les nationalités de l'empire d'Autriche. Le corps des officiers est surtout composé de nobles autrichiens ou hongrois, tandis que dans les équipages, les Croates représentent presque la moitié. Dans l'autre moitié, un grand nombre de marins viennent de Vénétie, de Trieste, d'Istrie, de Fiume (aujourd'hui Rijeka) et de Dalmatie. La langue de commandement est l'allemand, mais chez les sous-officiers et les matelots, le croate et le vénitien dominent.
La flotte est basée à Pola, au sud de l'Istrie, à deux cents kilomètres au nord de l'île de Lissa et à peu près à la même distance de la côte italienne. Malgré des défenses importantes, les Autrichiens craignent un raid de la flotte italienne, sur Pola ou dans le nord de la mer Adriatique, vers Trieste ou Venise. Les ordres transmis par le ministère de la Guerre sont de n'emmener que les navires cuirassés et de ne pas livrer combat plus loin que Lissa pour être capable de remonter rapidement au nord si les Italiens s'y risquaient, une attaque sur Lissa pouvant n'être qu'une diversion. L'escadre est commandée par le contre-amiral Wilhelm von Tegetthoff. En dépit des ordres, celui-ci, estimant que ce choix lui incombe, emmène tous les bâtiments disponibles : cela donne à son escadre de vingt-sept bâtiments un aspect un peu hétéroclite. Il disait à son gouvernement : « Tels quels, donnez-moi toujours vos navires ; j'en saurai faire emploi. ». Ainsi la frégate Novara, incendiée, est remise en état en quatre semaines, plus deux autres pour la réarmer, et tient honorablement son rang au combat un mois plus tard.

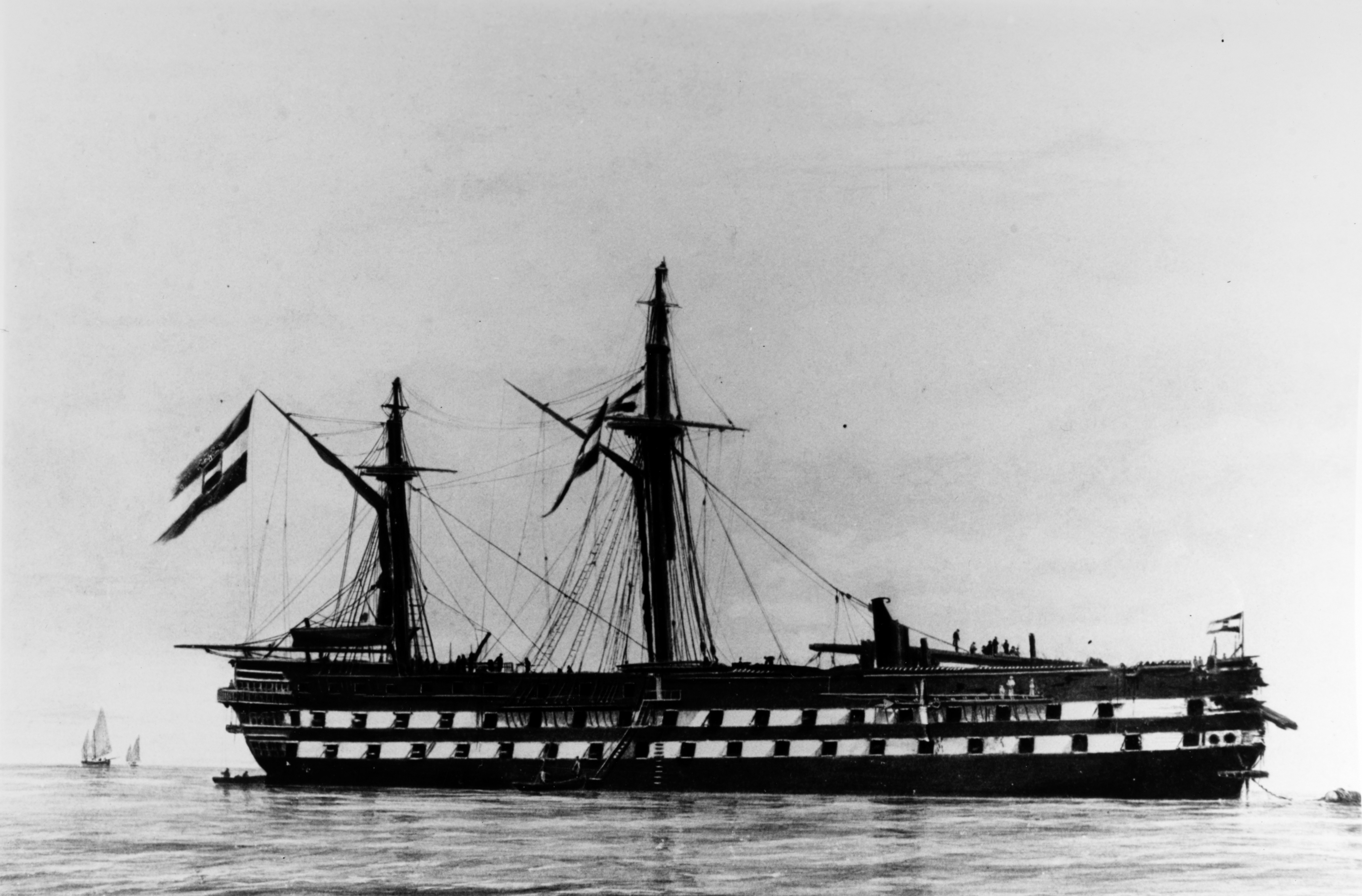
Le Kaiser fut gravement endommagé pendant la bataille.

Il possède sept navires cuirassés, construits en bois mais munis d'une ceinture blindée. Ce sont :
- Le Ferdinand Max (navire amiral) et le Habsburg, deux frégates cuirassées de 2e classe, de 5 130 tonnes, armées de 16 canons lisses de 48 livres à chargement par la bouche et protégées par une cuirasse de 122 mm, capable de filer 12,5 nœuds ;
- Le Prinz Eugen, le Don Juan d'Austria et le Kaiser Max, trois corvettes cuirassées de 3 588 tonnes, armées de 16 canons de 48 livres chacune et 15 canons rayés de 24 livres, blindées à 110 mm et filant 11 nœuds ;
- Le Salamander (en) et le Drache, deux corvettes cuirassées de 2 750 tonnes, armées de 10 canons de 48 livres et de 18 canons de 24 livres, tous lisses à chargement par la bouche. Elles sont blindées à 114 mm et filent elles aussi 11 nœuds.

Les navires en bois sont :
- Le Kaiser, un vaisseau de ligne à deux ponts, à hélice, de 5 811 tonnes, filant 11 nœuds, armé de 90 pièces lisses (16 de 40 livres, 74 de 30) et 2 pièces rayées de 24 à chargement par la culasse, commandé par Anton von Petz ;
- Le Novara, une frégate à hélice de 2 615 tonnes, avec 32 canons lisses (4 de 60 et 28 de 30) et 2 pièces rayées de 24 à chargement par la culasse ;
- Le Schwarzenburg, une frégate à hélice de 2 614 tonnes, avec 46 canons lisses (6 de 60 et 40 de 30) et 4 pièces rayées de 24 à chargement par la culasse ;
- Les Radetzski, Donau et Adria, des frégates à hélice de 2 234 tonnes, avec 46 canons lisses (6 de 60 et 40 de 24) et 4 pièces rayées de 24 à chargement par la culasse :
- le Erzherzog Friedrich, une corvette à roues à aubes, de 1 697 tonnes avec 20 canons lisses (4 de 60 et 16 de 30) et 2 pièces rayées de 24 à chargement par la culasse.

Et des petits bâtiments destinés à faire nombre mais sans réelle valeur au combat, parmi lesquels :
- 9 canonnières toutes armées de 2 pièces lisses de 48 et 2 rayées de 24 :
  - Les Kerka et Narenta ;
  - Les Dalmat, Hum et Vellebich ;
  - Les Seehund, Streiter, Wal et Reka ;
- l'Andreas Hofer, un ravitailleur de 600 tonneaux, armé de 3 pièces de 30 livres lisses ;
- le Kaiserin Elizabeth, un yacht à roues à aubes de 1 000 tonneaux, armé de 4 pièces lisses de 12 livres ;
- le Greif, un yacht à roues à aubes, armé de 2 pièces lisses de 12 livres (certaines sources d'époque le donnent non armé) ;
- le Stadion, un marchand non armé.

La flotte autrichienne, outre son infériorité numérique, est aussi très inférieure en artillerie, la plupart des pièces sont de type ancien à âme lisse et à chargement par la bouche. Seules quelques pièces de 60 livres dotées d'obus Paixhans et quelques canons à tir rapide de 24 livres sont embarquées, la plupart des autres sont des canons classiques de marine de 48, 30 et 24 livres, inefficaces contre les cuirasses et dont les boulets ont un faible pouvoir destructeur. Pour renforcer les coques et le moral des équipages, les Autrichiens ont suspendu des chaînes et des rails de chemin de fer sur les flancs des navires en bois…

### Les Italiens

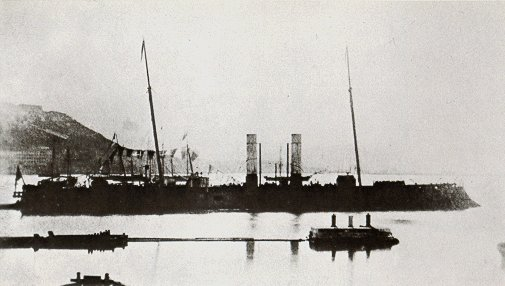
L'Affondatore, le navire le plus moderne de la bataille.

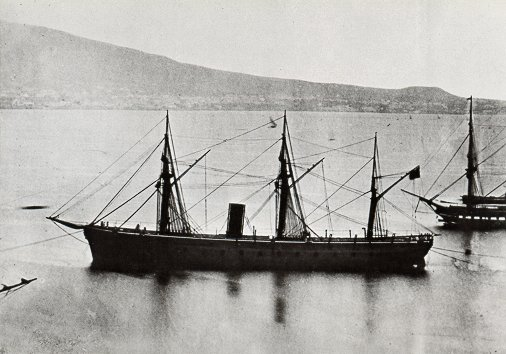
Le Re d'Italia, qui fut éperonné et coulé par le Ferdinand Max.

Comparativement, la flotte royale italienne semble beaucoup plus puissante, avec des bâtiments nombreux et modernes. Mais elle est encore de création récente, le royaume d'Italie étant né le 17 mars 1861, elle amalgame les anciennes Marine du royaume de Sardaigne et la Marine royale du royaume des Deux-Siciles, elle manque encore de cohésion et d'entraînement. Ce n'est que poussée par les politiques, qui visent déjà les négociations qui suivront la fin du conflit, que l'amirauté italienne accepte d'attaquer l'île de Lissa, sans grand enthousiasme.
Au début des hostilités, cette flotte est basée au sud de la « botte italienne », à Tarente. Elle remonte à Ancône, à cent-vingt kilomètres environ de Pola. Elle est commandée par un amiral qui s'est fait une réputation pendant la guerre de Crimée : le comte Carlo Pellion di Persano, alors âgé de 60 ans.
Son âge et son goût pour les fastes de la paix l'incitent à éviter les risques malgré la supériorité technique de son escadre : il envisage l'attaque de l'île de Lissa (Vis en serbo-croate) plus comme une démonstration de force à visée propagandiste que comme une action à caractère stratégique, ce qui aboutira à un gaspillage disproportionné de munitions, prélude à une défaite aussi humiliante qu'inattendue.
L'arrière-garde est commandée par d'Albini (it), avec des transports pour envahir l'île de Lissa, ainsi qu'un navire-hôpital. Le ministre Agostino Depretis stigmatise le manque de combativité de Persano, menace de le relever de son commandement, puis délègue à bord de son navire amiral le député Boggio (it), chargé de pousser Persano à une attitude plus offensive.
L'escadre italienne regroupe 34 bâtiments dont douze cuirassés :
- l'Affondatore (« le naufrageur ») est un bélier cuirassé de 4 000 tonnes construit au Royaume-Uni. Outre son éperon de 30 pieds (plus de 9 mètres), c'est le seul navire équipé de tourelles, deux, avec chacune un canon Somerset de 300 livres, se chargeant par la bouche. La ligne de flottaison et les tourelles sont protégées par une cuirasse de 127 mm et ses machines peuvent le propulser à 12 nœuds ;
- Le Re d'Italia (en) et le Re di Portogallo (en), ce dernier commandé par Antoine-Auguste Riboty (un provençal au service de l'Italie), sont deux frégates cuirassées de 2e classe de 5 610 tonnes, construites aux États-Unis. Elles sont protégées par une ceinture blindée couvrant la batterie de 114 mm, leurs machines donnant 10,5 nœuds. L'artillerie comprend 6 pièces lisses de 72 livres et 32 à chargement par culasse de 164 mm ;
- Le Maria Pia, San Martino (en), Castelfidardo (en) et l'Ancona (en) sont des frégates cuirassées de 2e classe de 4 200 tonnes, de construction française. Armées de 4 pièces lisses de 72 livres et 22 à chargement par la culasse de 164 mm, elles peuvent atteindre 12 à 13 nœuds et sont protégées par une cuirasse de 109 mm ;
- Le Carignano est une corvette cuirassée de 3 446 tonnes, de construction espagnole. Elle file 10 nœuds, est protégée par une ceinture de 114 mm, et porte 10 pièces de 72 livres lisses et 12 rayées de 164 mm ;
- Le Terribile et le Formidabile (ce dernier endommagé la veille de la bataille par des batteries côtières, regagne Ancône) sont des corvettes cuirassées de 2 682 tonnes, construites en France, filant 10 nœuds, blindées à 109 mm et portant 4 canons de 72 livres lisses et 16 de 164 mm rayés ;
- Le Palestro et le Varese (it) sont des cuirassés garde-côtes de 2 000 tonnes, blindés à 114 mm, construits en France, et armés de deux canons de 200 mm et d'un de 165 mm, tous à chargement par la culasse et rayés.

Les navires non protégés comprennent :
- sept frégates à hélice :
  - Gaeta (it)
  - Maria Adelaide (it)
  - Duca di Genova (it)
  - Giuseppe Garibaldi
  - Principe Umberto (it)
  - Carlo Alberto (it)
  - Vittorio Emanuele (it)
- une corvette à hélice San Giovanni (it)
- deux corvettes à roues :
  - Governolo (it)
  - Guiscardo (it)
- le sloop Giglio armés de deux canons lisses.
- trois canonnières dont le Cristoforo Colombo et le Gottemolo, armés de quatre canons lisses de 30 livres.
- deux avisos à roues Esploratore (it) et Messaggero armés de deux canons lisses de 30 livres.
- quatre navires marchands non armés Stella d'Italia, Indepenza, Piemonte et Flavio Gioja.

## Le bombardement de l'île
La flotte italienne appareille d'Ancône le 16 juillet dans l'après-midi, sans plan d'opération défini. Elle croise au large de l'île toute la journée du 17, envoyant seulement l'aviso Messaggero pour reconnaître les défenses de l'île. Le lendemain, à 10 h 30, Persano déclenche un bombardement, sur trois endroits de la côte. La première escadre de cuirassés commandée par Giovanni Vacca (it) attaque les batteries côtières près de Comisa (aujourd'hui Komiža) sur la côte ouest de l'île. La troisième, commandée par Giovanni Battista Albini et composée de navires non protégés, attaque les batteries de Postania (aujourd'hui Nadpostranje) au sud de l'île.
Pendant ce temps, lui-même bombarde le port de Lissa avec le reste de la flotte. À la fin de la journée, les deux escadres détachées, arrêtant leurs bombardements inefficaces (sauf, selon les rapports du commandant de la garnison autrichienne, pour renforcer le loyalisme des îliens vis-à-vis des Habsbourg) viennent se regrouper pour accroître la pression sur le port. Le jour suivant, l'attaque groupée contre Vis progresse bien, quatre cuirassés arrivant à pénétrer dans le port même. Mais devant la résistance de la garnison autrichienne commandée par le transylvain David Urs de Margina et compte tenu de la houle, Persano renonce à débarquer les troupes le soir même mais poursuit ses tirs. Le lendemain, à l'aube, la situation de la garnison est désespérée : la majorité de son artillerie est réduite au silence et les transports italiens sont prêts à débarquer 2 200 hommes.
Cependant l'Esploratore signale l'approche de bâtiments suspects au nord-ouest : c'est l'escadre de von Tegetthoff. Ce dernier, assuré qu'il s'agit bien d'une attaque majeure et non d'une diversion de la part des Italiens, a appareillé le 19 à 13 heures du mouillage de Fasana (aujourd'hui Fažana), avec toute sa flotte. L'Autrichien a pu suivre le début des opérations en direct, et la suite en léger différé : en effet, les Italiens ne coupent le câble télégraphique sous-marin qui relie Lissa au continent que le 18, en fin de journée. Ensuite, les observateurs autrichiens postés à 10 miles de là, sur l'île de Lesina (aujourd'hui Hvar), entre Lissa et le continent, ont pu continuer à l'informer et l'aider à prendre ses décisions.

## La bataille

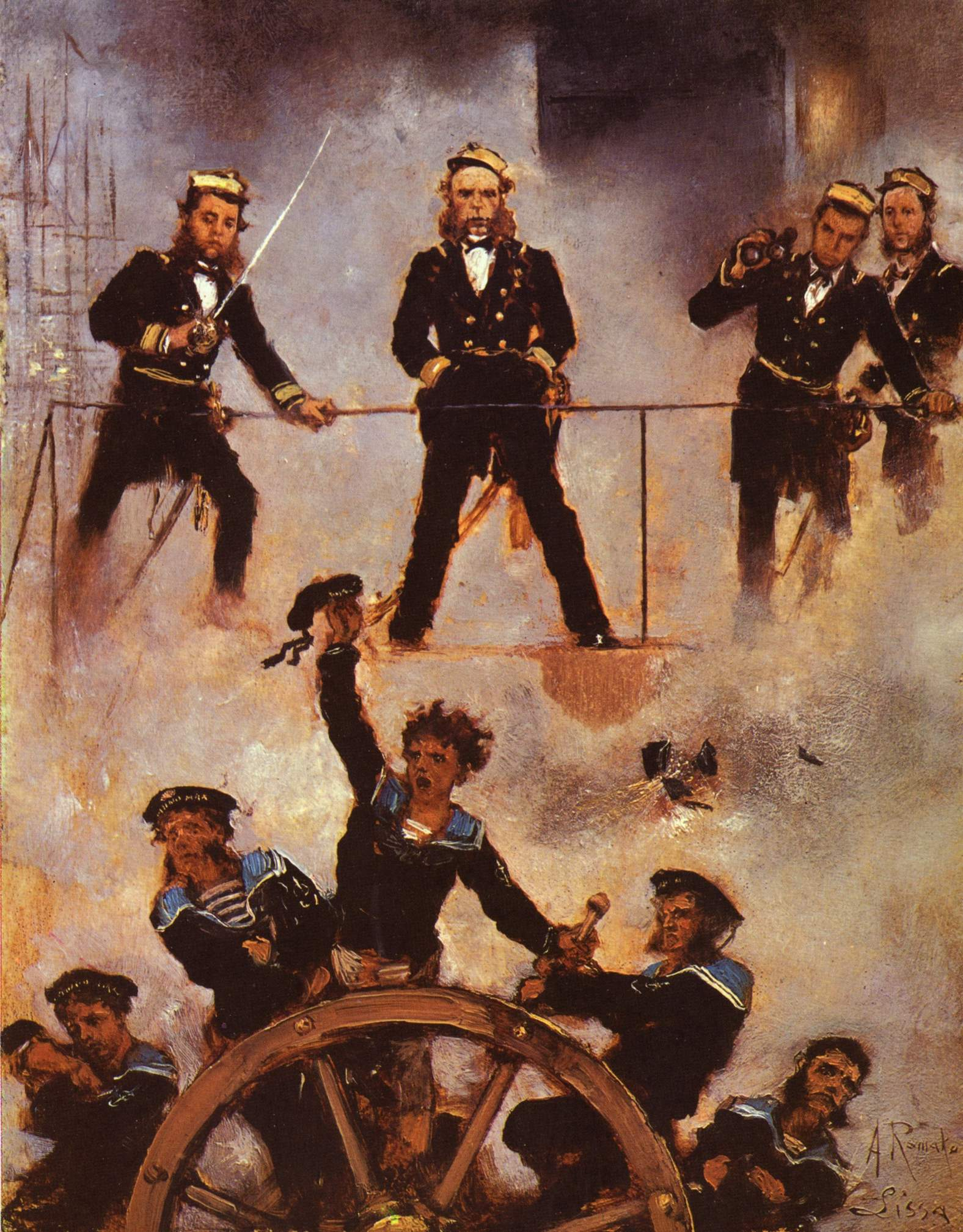
Tegetthoff sur la dunette du Ferdinand Max pendant la bataille (tableau d'Anton Romako, 1880).

À dix heures du matin, la houle est forte, le vent a tourné et souffle maintenant vers le sud-est. L'escadre autrichienne arrive du nord-ouest, les Italiens leur coupent la route en remontant au nord-est pour leur barrer le T. L'amiral italien a choisi une formation classique en ligne de bataille. Ce n'est pas a priori un mauvais choix car les navires de l'époque ont leurs canons disposés sur les flancs. Le seul bâtiment possédant des tourelles est l'Affondatore. En se présentant en ligne, les Italiens peuvent faire usage de la majorité de leur artillerie, et profiter de leur supériorité dans le domaine. L'escadre est divisée en trois divisions de trois cuirassés chacune, l'amiral Persano a hissé sa marque sur le Re d'Italia, au centre. L'escadre d'Albini, elle, se place en retrait pour former un deuxième rideau défensif devant les transports.
Si la formation des Italiens renvoie à la marine à voile, celle choisie par Tegetthoff pour les Autrichiens s'inspire du combat de galères de Lépante. Il adopte une formation en coin, pour les trois divisions de son escadre, celles-ci se suivant en colonnes à deux encablures de distance. La première vague regroupe les sept navires cuirassés, avec le navire-amiral à la pointe au centre. La deuxième constituée par des navires en bois est menée par le deux-ponts de 90 canons, le Kaiser. La troisième regroupe les petits bâtiments qui font nombre mais dont la valeur militaire est plus que limitée. La radiotélégraphie n'existant pas encore, les communications se font par pavillons. Pour cela, chaque division dispose d'un navire chargé de répéter les signaux fait par le commandant. Ce sont, pour la première division, le Kaiserin Elisabeth, pour la deuxième division, le Greif, et pour la troisième, l'Andreas Hofer. Ils sont placés entre chaque division. Un paquebot non armé, le Stadium, dont la vitesse de douze nœuds est excellente pour l'époque, sert d'éclaireur. Les Autrichiens savent parfaitement que leur artillerie est loin d'égaler celle de leurs adversaires. Il n'est donc pas question de se lancer dans un duel d'artillerie. Au contraire, il faudra se rapprocher le plus rapidement possible des Italiens, pour les engager au plus près. Ils se dirigent, donc à toute vapeur, sur la ligne italienne, marchant au sud-est, droit vers Lissa. Tegetthoff envoie un message à la première division : « courir sur l'ennemi et le couler ».

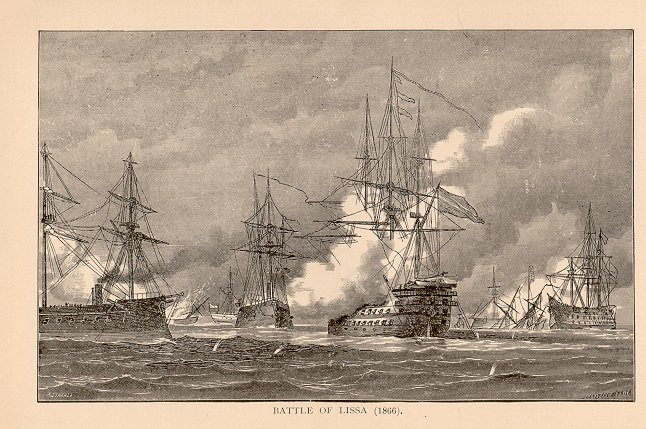
Bataille de Lissa (gravure parue dans le Harper's Weekly du 1 septembre 1866).

En face, l'amiral Persano forme sa ligne de bataille, il l'oriente vers le nord-est. Au dernier moment, il décide de quitter le navire-amiral Re d'Italia et de porter sa marque sur l'Affondatore, le navire le plus puissant de son escadre. Cette décision de dernière minute a plusieurs conséquences. Le temps perdu à mettre les canots à la mer pour transborder l'amiral, son chef d'état-major, un aide de camp et l'officier chargé des signaux, est à l'origine de l'espace libre qui se crée entre la première et la seconde division italienne, espace qui est mis à profit par les Autrichiens. De plus, le transfert est mal signalé et durant la bataille, les navires italiens surveillent, pour les exécuter, les ordres du Re d'Italia plutôt que ceux arborés par l'Affondatore, où se trouve l'amiral. Ce dernier, bien qu'étant le navire italien le plus puissant, retardé, se retrouve isolé et participe peu à la bataille. La confusion créée par la décision de Persano, ainsi que le manque d'entraînement et l'état de la mer, rendent le tir italien peu efficace et permettent aux Autrichiens de se rapprocher sans subir de gros dégâts. De plus, le vent rabat la fumée des tirs sur les Italiens, celle des tirs autrichiens faisant écran de camouflage entre les deux escadres.
La première division de Tegetthoff traverse la ligne italienne. Le souvenir de la bataille de Trafalgar doit être encore vivace, car pour la majorité des commentateurs de l'époque ce fait est signalé comme important. En fait, les sept navires de la première division autrichienne passent dans l'espace vide créé entre la première et la deuxième ligne italienne, sans gêner les Italiens, mais le symbole est là. Les Autrichiens doivent, ensuite, faire demi-tour, car la deuxième ligne impériale, les vaisseaux en bois, à l'artillerie peu performante, va se retrouver opposée aux meilleures unités italiennes, les plus puissantes et les mieux protégées. Le combat se transforme alors en une mêlée dont il est difficile de donner une vue d'ensemble. La fumée noire crachée par les chaudières à charbon et celle jaune des tirs d'artillerie empêchent les protagonistes de voir précisément ce qui se passe. Selon les rapports rédigés par les témoins du combat, le commandant de chaque navire, comme les deux amiraux, réagit aux menaces les plus proches sans pouvoir apprécier si ses décisions correspondent au plan initialement prévu.
Le Ferdinand Max, sur lequel est Tegetthoff, essaie par deux fois au moins d'éperonner un vaisseau italien, mais sans résultats, les navires ne faisant que racler leurs coques. Il voit devant lui un navire, dont la coque gris-bleu clair indique la nationalité italienne, qui lui présente le flanc. Est-il immobilisé par une bordée reçue sur l'arrière, ayant mis son gouvernail hors d'usage ? C'est ce qu'affirment les sources italiennes. Ou bien veut-il reculer pour laisser passer le navire autrichien devant lui et pouvoir alors l'éperonner, mais, manœuvrant trop lentement, il rate sa manœuvre ? C'est ce qu'affirment les sources autrichiennes. Toujours est-il que le Ferdinand Max n'a pas de difficulté à enfoncer son éperon dans le flanc du vaisseau italien, qui coule en quelques minutes. Il vient, sans le savoir, de couler le Re d'Italia. L'Ancona, cuirassé de la première division italienne qui a viré de bord pour rentrer dans la mêlée, tente à son tour d'éperonner le Ferdinand Max mais y échoue. Même une bordée italienne tirée à bout portant ne fait aucun dégât, au point que les Autrichiens ironiseront que les Italiens ont oublié de charger les boulets dans leurs canons.
La deuxième et la troisième division de l'escadre autrichienne ont suivi une route orientée un peu plus au sud que la première ligne des navires cuirassés. Ils visent directement le groupe des navires de débarquement italiens que l'amiral Albini garde groupés près de Lissa. Ce faisant, ils se retrouvent face à la troisième division des cuirassés italiens. Vaisseaux en bois contre cuirassés. Le plus gros, le Kaiser, attire les Italiens. Ce qui n'impressionne pas son commandant, le commodore Petz, puisqu'il cherche à éperonner le cuirassé italien Re di Portogallo. Il ne cause que peu de dégâts, laissant sa figure de proue sur le navire italien et perdant son mât de misaine et sa cheminée. L'Affondatore vient alors en position pour porter à son tour une attaque à l'éperon. Mais, pour une raison non éclaircie, Persano renonce à attaquer et fait virer son navire. Le Palestro, second de la division du centre italienne, combat plusieurs adversaires. Un obus traverse son avant et allume dans le carré des officiers un incendie qui ne peut être maîtrisé. Vers 14 h 30, le combat prend fin. Les Autrichiens se regroupent devant Lissa, les Italiens au nord-est. L'explosion du Palestro signe la fin du combat. Les Autrichiens refusent de reprendre le combat, les Italiens se contentent d'une canonnade à longue portée. Au soir, les Italiens regagnent Ancône.

Le Re d'Italia éperonné et coulé par le SMS Ferdinand Max, navire-amiral de Tegetthoff.

## Les conséquences
Pour un navire hors de combat, le Kaiser, les Autrichiens ont coulé deux cuirassés italiens et en ont endommagé trois autres. Les pertes humaines sont également bien plus importantes pour les Italiens. Le comte Persano revendique la victoire jusqu'à ce que l'on comprenne ce qui s'est réellement passé. Il est alors limogé. Albini, l'amiral commandant les forces de débarquement et qui a soigneusement évité d'impliquer ses forces dans la bataille, est aussi sanctionné. Tegetthoff en revanche est comblé d'honneurs, promu vice-amiral et devient commandant en chef de la marine autrichienne deux ans plus tard. Des médailles commémoratives sont remises à chaque marin autrichien ayant participé à la bataille et aux hommes de la garnison de Lissa qui a résisté à l'attaque le temps que Tegetthoff arrive sur site.
Cette bataille navale est une des rares qui aient vu l'utilisation, efficace, de l'éperon comme arme de guerre. Comme dit Léon Haffner : « L'éperon était le grand vainqueur dans les esprits et l'on proclamait la déchéance du canon ». Il y aura d'autres utilisations efficaces de l'éperon, mais la plupart en dehors de tout conflit. C'est ainsi, entre autres, que le HMS Camperdown coule le HMS Victoria lors de manœuvres d'une escadre de la Royal Navy. L'historien britannique Michael Lewis peut ainsi prétendre, avec un brin de mauvaise foi, que « l'éperon a coulé plus de navires amis qu'ennemis »… Les répercussions de ce combat sont importantes dans toutes les marines du monde. L'éperon tend à être promu au rang d'arme principale, la tactique navale change. On préconise, on recommande, le choc à l'éperon, au détriment de l'artillerie qui ne devrait plus servir qu'à marteler, au passage, un adversaire ayant échappé à l'éperon. Ce serait la disparition du combat à distance, remplacé par la mêlée et le duel individuel entre navires-béliers. Ce qui impose de remplacer la formation de bataille en ligne de file par d'autres formations, telle, entre autres, la ligne de front. Si l'éperonnage du Re d'Italia semble fasciner les théoriciens de la guerre navale, personne ne semble remarquer que toutes les autres tentatives faites pendant cette bataille ont été sans effet, et que ce seul succès a été obtenu contre un navire quasiment à l'arrêt.
L'effet de mode peut être retrouvé jusque chez Jules Verne. Trois ans après Lissa, il rédige Vingt mille lieues sous les mers. Dans ce roman, le Nautilus est équipé d'un « éperon d'acier » avec lequel il envoie par le fond le navire qui ose l'affronter. Pendant plusieurs décennies, tous les navires de ligne mis en chantier portent un éperon imposant. Ces belles constructions théoriques ne résistent pas à la réalité. Lors des combats de Yalou, en 1894, les Chinois adoptent la formation en coin de Tegetthoff et les Japonais celle de Persano : l'escadre chinoise est défaite. À Tsushima en 1905, c'est l'artillerie à longue portée qui joue un rôle déterminant. Ces engagements ramènent les stratèges à des conceptions plus réalistes. Entretemps, la mode de l'éperon a laissé la place à celle du torpilleur, qui lui-même laisse la place au sous-marin.
Il faut aussi remarquer que si tous les navires, à Lissa, étaient équipés de voiles, aucun n'eut l'idée de les hisser. L'âge de la marine à voiles est bien clos.